# لایوش پوشکاش
لایوش پوشکاش (مجاری: Lajos Puskás؛ زادهٔ ۱۳ اوت ۱۹۴۴) بازیکن و مربی فوتبال اهل مجارستان بود.
از باشگاه‌هایی که در آن بازی کرده‌است می‌توان به باشگاه ورزشی واشاش و باشگاه فوتبال دبرتسنی اشاره کرد.
وی همچنین در تیم ملی فوتبال مجارستان بازی کرده‌است.